# .gq
‎.gq‏ دامنه اینترنتی اختصاص داده شده به گینه استوایی است.